# Qambar
Qambar, Kambar (en ourdou : قمبر) ou dans sa version longue Kambar Ali Khan est une ville pakistanaise située dans la province du Sind. Elle est la capitale du district de Qambar Shahdadkot depuis la création de ce même district en décembre 2004, faisant avant partie du district de Larkana.
La population de la ville a été multipliée par près de six entre 1972 et 2017, passant de 18 476 habitants à 101 474. Entre 1998 et 2017, la croissance annuelle moyenne s'affiche à 3,0 %, supérieure à la moyenne nationale de 2,4 %. En 2023, la population de la ville monte à 112 313 habitants.
La ville est essentiellement sindie, puisque plus de 99 % des habitants en parlent la langue.
Essentiellement musulmane, la ville inclut une petite minorité hindoue, comptant plus de 2 000 fidèles, presque 2 % des habitants de la ville.
Le taux d'alphabétisation de la ville s'élève à 50 % en 2023 (contre une moyenne nationale de 61 %), dont 59 % pour les hommes et 40 % pour les femmes.
|            | 1972 (rec.) | 1981 (rec.) | 1998 (rec.) | 2017 (rec.) | 2023 (rec.) |
| ---------- | ----------- | ----------- | ----------- | ----------- | ----------- |
| Population | 18 476      | 25 885      | 58 369      | 101 474     | 112 313     |